# Алексіс Мендоса
Алексіс Мендоса (ісп. Alexis Mendoza, нар. 8 листопада 1961, Барранкілья) — колумбійський футболіст, що грав на позиції захисника. По завершенні ігрової кар'єри — тренер.
Виступав, зокрема, за клуби «Атлетіко Хуніор», «Америка де Калі» та національну збірну Колумбії.
Чотириразовий чемпіон Колумбії.

## Клубна кар'єра
У дорослому футболі дебютував 1983 року виступами за команду «Атлетіко Хуніор», в якій провів сім сезонів, взявши участь у 220 матчах чемпіонату. Більшість часу, проведеного у складі «Атлетіко Хуніора», був основним гравцем захисту команди.
Своєю грою за цю команду привернув увагу представників тренерського штабу клубу «Америка де Калі», до складу якого приєднався 1990 року. Відіграв за команду з Калі наступні два сезони своєї ігрової кар'єри. Граючи у складі «Америка де Калі» також здебільшого виходив на поле в основному складі команди.
У 1993 році повернувся до клубу «Атлетіко Хуніор». Цього разу провів у складі його команди три сезони.  Тренерським штабом нового клубу також розглядався як гравець «основи».
Протягом 1997 року захищав кольори клубу «Веракрус».
Завершив ігрову кар'єру у команді «Атлетіко Хуніор», у складі якої вже виступав раніше. Повернувся до неї 1998 року, захищав її кольори до припинення виступів на професійному рівні.

## Виступи за збірну
У 1987 році дебютував в офіційних матчах у складі національної збірної Колумбії.
У складі збірної був учасником розіграшу Кубка Америки 1987 року в Аргентині, на якому команда здобула бронзові нагороди, розіграшу Кубка Америки 1989 року у Бразилії, чемпіонату світу 1990 року в Італії, розіграшу Кубка Америки 1993 року в Еквадорі, на якому команда здобула бронзові нагороди, чемпіонату світу 1994 року у США, розіграшу Кубка Америки 1995 року в Уругваї, на якому команда здобула бронзові нагороди.
Загалом протягом кар'єри в національній команді, яка тривала 11 років, провів у її формі 67 матчів, забивши 2 голи.

## Кар'єра тренера
Розпочав тренерську кар'єру, повернувшись до футболу після невеликої перерви, 2003 року, очоливши тренерський штаб клубу «Альянса Петролера».
У 2008 році став головним тренером команди олімпійської збірної Гондурасу, яку тренував  один рік.
Згодом протягом 2015–2016 років очолював тренерський штаб клубу «Атлетіко Хуніор».
У 2018 році прийняв пропозицію попрацювати у клубі «Атлетіко Хуніор».
Протягом тренерської кар'єри також очолював команду «Індепендьєнте дель Вальє», а також входив до тренерських штабів збірих Колумбії, Гондурасу та Еквадору.
Наразі останнім місцем тренерської роботи був клуб «Спортінг Крістал», головним тренером команди якого Алексіс Мендоса був протягом 2019 року.

## Титули і досягнення
- Чемпіон Колумбії (4):

«Америка де Калі»: 1990, 1992
«Атлетіко Хуніор»: 1993, 1995
- Бронзовий призер Кубка Америки: 1987, 1993, 1995